# Yu-Gi-Oh! R
 (février 2017).
Si vous disposez d'ouvrages ou d'articles de référence ou si vous connaissez des sites web de qualité traitant du thème abordé ici, merci de compléter l'article en donnant les références utiles à sa vérifiabilité et en les liant à la section « Notes et références ».
Yu-Gi-Oh! R (遊☆戯☆王R, Yūgiō R) est un manga d'après une idée et sous la direction de Kazuki Takahashi et dessiné par Akira Itō. Il a été prépublié entre 2004 et 2007 dans le magazine V Jump et a été compilé en un total de cinq tomes. En France, le manga est prépublié dans le magazine Manga Hits entre novembre 2004 et novembre 2005, puis les tomes reliés sont publiés entre février 2006 et mars 2009 par les éditions Kana.
Yu-Gi-Oh! R est une "histoire parallèle" à la série Yu-Gi-Oh! qui se déroule avant la fin de l'histoire originale (entre la fin de Battle City et la saison égyptienne, c'est à dire qu'elle se place entre le tome 31 et 32).

## Synopsis
Le fils spirituel  de Pegasus Jr. Crawford, Yakô Tenma, cherche à venger son père adoptif et prend le contrôle de la société Kaiba Corporation. Il fait enlever Anzu au grand dam de ses amis pour exécuter les phases finales de son plan qui consiste à faire revenir Pegasus J. Crawford grâce au "projet R.A.".
Yûgi, Jono-Uchi et Honda s'embarquent donc dans une série de duels de Magic and Wizard pour délivrer leur amie d'un sort funeste. Dans ce but, ils doivent traverser la Kaiba Corporation en battant les 13 Cards Professors engagés pour battre Yûgi et battre les Dieux Maléfiques / Jâshin de Yakô, dont le pouvoir semble dépasser celui des cartes divines de Yûgi.

De plus, un ancien personnage oublié semble être revenu d'entre les morts et compte bien régler ses comptes avec Jôno-Uchi : Bandit Kierce.

## Personnages

### Les Cards Professors
Les Cards Professors ont été employés pour battre Yûgi ou toute personne tentant de l'aider. S'ils gagnent, ils remportent une forte prime. Sinon, ils doivent remettre à leur vainqueur une carte permettant d'avancer plus loin au sein de la Kaiba Corporation. Leurs noms sont quasiment tous pris depuis des noms de codes de processeurs.
1. Deschutes Lou - tome 1
2. Tira Murk (version originale : Tilla Mook) - tome 1
3. Kramas Othra (version originale : Klamath Osler) - tome 1
4. Kirk Dixon - tome 1
5. Pete Coppermine - tome 1
6. Maiko Katô - tome 1
7. Mendo Cino - tome 2
8. Willa Mette - tome 2
9. Tedd Banias - tome 2
10. Reiko Kitamori - tome 3
11. Scott Depré - tome 3
12. Richie Merced - tome 4
13. Cedar Mill - tome 4. Ce personnage n'apparaît que sur 3-4 pages, car il y a une ellipse au moment du duel qu'il fait face à Yûgi. Cedar perd d'ailleurs face à l'Osiris de celui-ci. Tout ce qu'on sait de lui, c'est que c'est un expert en marionnettes électroniques.

### Autres personnages
- Tenma Yakô
- Tenma Gekkô
- Bandit Kierce
- Momono Masumi (chapitre spécial)

## Manga

### Fiche technique
- Édition japonaise : Shūeisha
  - Nombre de volumes sortis : 5 (terminé)
  - Date de première publication : juin 2004
  - Prépublication : V Jump
- Édition française : Kana
  - Nombre de volumes sortis : 5 (terminé)
  - Date de première publication : février 2006
  - Format : 115 mm x 175 mm
- Autres éditions:
  -  Tong Li Comics

### Chapitre spécial
Un chapitre spécial de Yu-Gi-Oh! R est paru au Japon dans le magazine Jump Heroes dans lequel Yûgi affronte la bande des Store Breakers (un groupe de joueurs de cartes battant le joueur le plus fort des magasins de cartes, prenant alors les cartes rares et l'argent des magasins, les obligeant ainsi à fermer) mené par Momono Masumi, l'homme aux 100 decks. Si Yûgi le bat sans les cartes divines, il gagne les 100 decks de Masumi, sinon, Masumi prendra lesdites cartes divines.

Ce chapitre a également été publié dans le tome 3.